# Angolagate
Angolagate designa il traffico di armi, arrivate dall'Europa dell'est, che negli anni novanta ha consentito al presidente dell'Angola José Eduardo dos Santos di vincere contro i suoi avversari dell'Unione Nazionale per l'Indipendenza Totale dell'Angola (UNITA), nel corso della guerra civile angolana (1992-2002). Un processo conclusosi a ottobre 2009 ha visto tra i condannati l'ex ministro degli interni francese Charles Pasqua. La vendita, per un valore di quasi 800 milioni di dollari, avvenne nonostante l'embargo dell'ONU.

## La storia
La guerra civile angolana, che opponeva il presidente José Eduardo dos Santos ai ribelli dell'Unita, si è conclusa nell'aprile del 2002 con la sconfitta dei ribelli. 
Il totale delle transazioni dell'Angolagate ammonta a 793 milioni di dollari: i soldi sono serviti per acquistare carri armati, obici, elicotteri e navi da guerra. I protagonisti del traffico sono Pierre Falcone, uomo d'affari di nazionalità francese, angolana e brasiliana, e il suo socio Arcadi Gaydamak, miliardario israeliano di origine russa, che si sarebbero divisi metà di questa cifra. Nonostante le armi non siano transitate dalla Francia, i contratti sono stati siglati nel paese europeo e il traffico è stato finanziato dall'istituto Bnp Paribas. 
I due principali accusati negano che il materiale venduto comprendesse 170 000 mine antiuomo, che hanno causato nel paese 70 000 vittime costrette all'amputazione degli arti.

## Il processo
Il giudice che ha istruito il processo ha valutato che la giustizia francese fosse competente in ragione dell'implicazione di un cittadino francese, Pierre Falcone, e della sua impresa, la Brenco. Inoltre, queste consegne di armi sono avvenute senza l'autorizzazione del ministero della difesa, come esige la legislazione francese. Su questa base il 25 gennaio del 2001 il ministro della Difesa dell'epoca, Alain Richard, aveva depositato una denuncia per violazione della legge francese sul commercio delle armi. Falcone e il suo socio Arcadi Gaydamak sono stati condannati anche per aver nascosto al fisco francese le entrate ottenute dalla vendita delle armi. E l'accusa ha rimarcato che queste vendite sono state effettuate in violazione dell'embargo delle Nazioni Unite, che è rimasto in vigore dal 1993 al 1998. Complessivamente, in questo processo le persone sotto accusa erano 42: alcune per aver beneficiato delle tangenti del tandem Falcone-Gaydamak, altre per aver partecipato all'organizzazione del traffico d'armi.
Martedì 27 ottobre 2009 il tribunale di Parigi ha concluso il processo: sei anni di carcere a Pierre Falcone, la figura principale del caso. Il tribunale ha ignorato l'immunità reclamata dall'accusato in quanto in possesso di passaporto diplomatico come rappresentante dell'Angola presso l'UNESCO, l'organizzazione delle Nazioni Unite per l'educazione, la scienza e la cultura. Anche il socio di Falcone, Arcadi Gaydamak, è stato condannato alla stessa pena, ma è latitante, a differenza dell'amico, che è stato arrestato al termine dell'udienza.
L'ex ministro degli interni, Charles Pasqua, 82 anni, è stato condannato a un anno di carcere, più due anni con il beneficio della condizionale. Al suo amico politico Jean-Charles Marchiani, ex prefetto del dipartimento del Var, è stata comminata una pena di tre anni di prigione, di cui 21 mesi con la condizionale. Il figlio del defunto presidente François Mitterrand, Jean-Christophe, che ha ricevuto 2,6 milioni di dollari di commissioni, si è visto infliggere una pena di due anni, con la condizionale, e un'ammenda di 375 000 euro. Infine, lo scrittore Paul-Loup Sullitzer è stato condannato a 15 mesi, con la condizionale, per un coinvolgimento nella vicenda. Jacques Attali, già consigliere di Mitterrand e oggi di Nicolas Sarkozy, è stato assolto.

## Controversie
Queste condanne non chiudono necessariamente l'affaire: Charles Pasqua ha affermato che altre personalità dovevano assumersi le loro responsabilità. Il giorno della condanna, mentre annunciava che sarebbe ricorso in appello, Pasqua ha spiegato che erano al corrente del traffico d'armi gli ex presidenti François Mitterrand e Jacques Chirac, l'ex primo ministro Edouard Balladur e l'ex ministro degli esteri Alain Juppé. Da parte sua, Jean-Christophe Mitterrand ha dichiarato che non avrebbe fatto appello, apparentemente sollevato dal fatto che il tribunale lo abbia condannato per ricettazione di beni sociali (ha incassato denaro per aver indirizzato gli intermediari in favore di Pierre Falcone) e non per traffico d'armi.
Nel corso dei mesi che hanno preceduto il processo, il presidente Sarkozy e il suo ministro della Difesa, Hervé Morin, hanno tentato di convincere la giustizia a mantenere sotto traccia l'intera vicenda. Nel luglio 2008, Hervé Morin ha dichiarato che, dal suo punto di vista, l'esistenza di un traffico non era reale sul piano giuridico, poiché le armi in questione non erano transitate sul territorio francese. La società d'intermediazione, la Zts Osos, ha la sua sede in Slovacchia. Anche lo Stato angolano difende questo punto di vista.
Charles Pasqua reclama a sua volta che all'intera vicenda sia tolto il segreto, introdotto per ragioni di difesa e di sicurezza nazionale. In questa sua richiesta è sostenuto dall'opposizione socialista e dal leader centrista François Bayrou. Nella sua logica, Pasqua ritiene di aver servito lo Stato francese. Quando, all'epoca dei fatti, il presidente angolano, José Eduardo dos Santos, aveva chiesto a Parigi di aiutarlo ad acquistare armi, la Francia avrebbe ufficialmente rifiutato, ma, in pratica, avrebbe lasciato fare.. Ma togliere il segreto darebbe l'avallo a un percorso che potrebbe dimostrare l'implicazione dei vertici dello Stato nella violazione dell'embargo ONU.
Il governo angolano, in una dichiarazione ufficiale, si è detto «stupefatto» dalla sentenza del tribunale le di Parigi, che condanna «dei cittadini francesi che, opportunamente, aiutarono il paese a garantire la difesa dello stato e del processo democratico di fronte a una sovversione armata, condannata dalla comunità internazionale». Inoltre, Luanda smentisce di essere stata oggetto di un embargo internazionale che vietava al «governo legittimo» di acquistare armi. D'altra parte, i firmatari del contratto non sono stati perseguiti. La dichiarazione parla anche di un processo «squilibrato e ingiusto», che è sembrato quasi un regolamento di conti, perché «certi angolani, che furono appoggiati dai servizi speciali francesi, avevano fallito nel loro desiderio di conquistare il potere con le armi». Il processo - secondo l'avvocato Françis Teitgen, che difende gli interessi di Luanda - avrebbe quindi compiuto un'ingerenza in questioni rilevanti della «sovranità nazionale angolana».
I contratti dell'Angolagate potrebbero essere all'origine di 54 milioni di dollari di transazioni di cui avrebbero beneficiato numerose alte personalità angolane.
Il quotidiano portoghese Publico, in un articolo dell'ottobre 2008, afferma di essere in possesso di una lista di bonifici bancari in favore del capo dello Stato Eduardo Dos Santos, dell'ambasciatore dell'Angola a Parigi, Elisio de Figueiredo, e di numerosi responsabili militari, tra cui l'ex capo dell'informazione, il generale Fernando Miala, oggi in disgrazia, uno di quei «certi angolani» indicati nel comunicato. Secondo lo stesso quotidiano, ci sarebbero banche portoghesi implicate in 50 dei 70 bonifici dell'Angolagate. Il giornale cita il Banco Comercial Português, la Caixa Geral de Depósitos e anche le filiali portoghesi dello spagnolo Banco Bilbao Vizcaya e della britannica Barclays.